# Zabezpieczenie medyczne imprez masowych

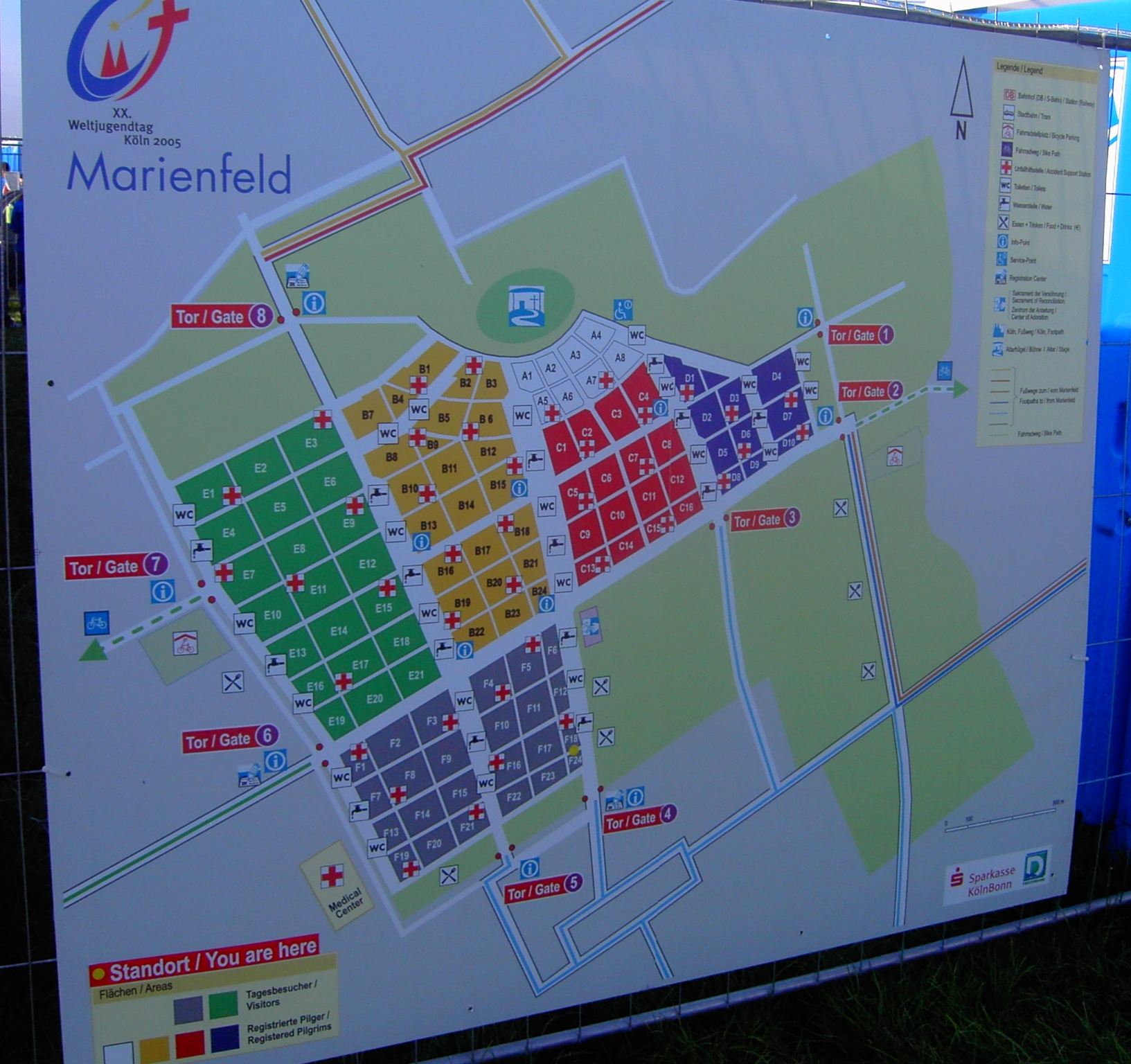
Plan terenów mszy dla ok. 1 miliona uczestników z udziałem Benedykta XVI podczas Światowych Dni Młodzieży w Kolonii z zaznaczonymi punktami opieki medycznej

Zabezpieczenie medyczne imprez masowych – zespół zasad mających zapewnić bezpieczeństwo medyczne podczas zorganizowanych imprez gromadzących dużą liczbę uczestników w określonym miejscu i czasie.

## Definicja imprezy masowej
Szczegółową definicję imprezy masowej podaje art. 3 ustawy z dnia 20 marca 2009 r. o bezpieczeństwie imprez masowych (Dz.U. z 2022 r. poz. 1466).
Ustawa jako imprezę masową między innymi uznaje imprezę:
- organizowaną na stadionie lub innym obiekcie niebędącym budynkiem, na którym ustalona zgodnie z przepisami prawa liczba miejsc wynosi nie mniej niż 1000;
- organizowaną w hali sportowej lub w innym budynku, w którym ustalona zgodnie z przepisami prawa liczba miejsc wynosi nie mniej niż 500, a dla imprezy sportowej nie mniej niż 300 miejsc.

Ustawa w stosunku do ww. zasad przewiduje wyłączenia dla imprez organizowanych w teatrach, operach, operetkach, filharmoniach, kinach, muzeach, bibliotekach, domach kultury, galeriach sztuki lub w innych podobnych obiektach oraz dla imprez organizowanych w szkołach i placówkach oświatowych przez zarządzających tymi szkołami i placówkami, a także organizowanych w ramach współzawodnictwa sportowego dzieci i młodzieży.

## Plan zabezpieczenia medycznego
Dla każdej zorganizowanej imprezy masowej przed jej rozpoczęciem powinien zostać sporządzony plan zabezpieczenia medycznego uwzględniający organizatora, odpowiedzialność za całość bezpieczeństwa, charakter, miejsce organizacji, przewidywaną liczbę uczestników, czas trwania, zakres potrzebnej pomocy medycznej, specyficzne zagrożenia i potrzeby oraz wnioski z poprzednich edycji lub wydarzeń podobnego rodzaju. Przy opracowywaniu planu już we wstępnej fazie z organizatorem imprezy masowej powinny współpracować wszystkie instytucje odpowiedzialne za zapewnienie bezpieczeństwa.
Pierwsza pomoc medyczna w drobnych urazach i zachorowaniach powinna być zapewniana w punktach medycznych, których rozmieszczenie powinno zapewniać dotarcie do nich pieszo w ciągu 5 minut. Podstawowe zabiegi resuscytacyjne (BLS) powinny być zapewniane przez patrole piesze, w składzie których powinni się znajdować osoby przeszkolone w udzielaniu kwalifikowanej pomocy medycznej, a ich rozmieszczenie powinno zapewniać dotarcie do miejsca zdarzenia w czasie krótszym niż 4 minuty. Zaawansowane zabiegi resuscytacyjne (ALS) powinny być prowadzone przez specjalnie przeszkolone osoby, z możliwością zastosowania leczenia farmakologicznego oraz defibrylacji, a ich rozmieszczenie powinno zapewniać udzielenie pomocy w ciągu 5–8 minut.
Plan zabezpieczenia medycznego powinien zawierać szczegółowe opracowanie graficzne rozmieszczenia punktów medycznych, służb porządkowych i pomocniczych oraz dróg dojazdu dla ambulansów.
W przypadku imprez masowych gromadzących potencjalnie miliony uczestników takich jak Światowe Dni Młodzieży 2016 przygotowywane są szczególne rozwiązania prawne i organizacyjne.

## Zakres udzielanej pomocy medycznej
Problemy medyczne spotykane na imprezach masowych są podobne do tych w pogotowiu ratunkowym. Zapotrzebowanie na pomoc medyczną jest zależne od wieku uczestników, poziomu spodziewanej agresji, temperatury otoczenia, warunków terenowych oraz dostępności alkoholu i narkotyków i może wynosić 3,5-167 interwencji na 10.000 uczestników.

## Uregulowania prawne w Polsce

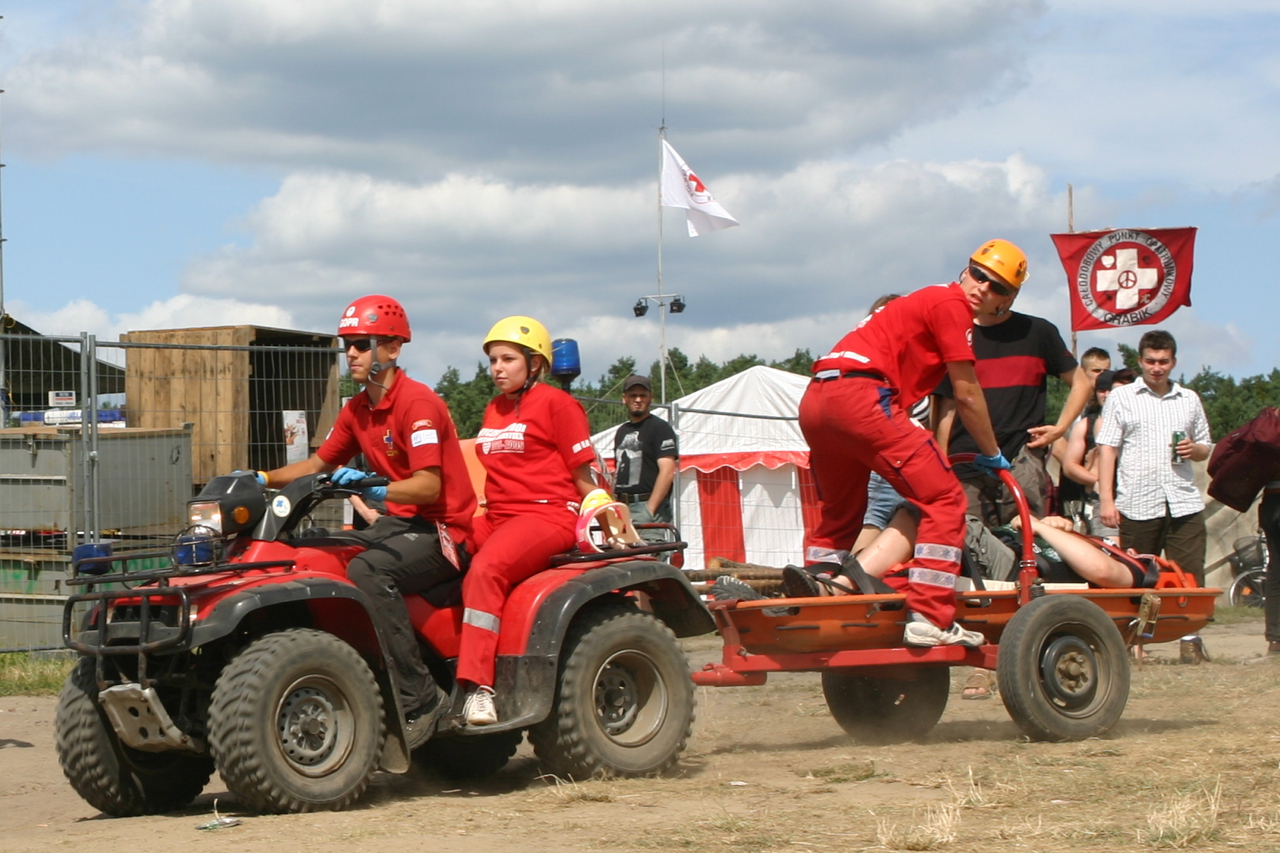
Zabezpieczenie medyczne imprezy masowej w Polsce

W Polsce uregulowane prawnie są zasady mające zapewnić bezpieczeństwo medyczne podczas imprezy artystyczno-rozrywkowej, podczas której szacowana liczba uczestników przekracza 500 osób w budynkach lub 1000 osób na stadionie, obiekcie nie będącym budynkiem lub w otwartym terenie oraz sportowej, podczas której szacowana liczba uczestników przekracza 300 osób w budynkach lub 1000 osób na stadionie, obiekcie nie będącym budynkiem lub w otwartym terenie.
Podstawowymi aktami prawnymi są:
- Ustawa z dnia 20 marca 2009 r. o bezpieczeństwie imprez masowych (Dz.U. z 2023 r. poz. 616)
- Rozporządzenie Ministra Zdrowia z dnia 6 lutego 2012 r. w sprawie minimalnych wymagań dotyczących zabezpieczenia pod względem medycznym imprezy masowej (Dz.U. z 2012 r. poz. 181),

aktami prawnymi przywoływanymi w aktach podstawowych są:
- Ustawa z dnia 8 września 2006 r. o Państwowym Ratownictwie Medycznym (Dz.U. z 2025 r. poz. 91)
- Ustawa z dnia 6 września 2001 r. Prawo farmaceutyczne (Dz.U. z 2021 r. poz. 1977)
- Ustawa z dnia 7 kwietnia 2022 r. o wyrobach medycznych (Dz.U. z 2024 r. poz. 1620).